# Donji Čemehovec
 Donji Čemehovec  falu Horvátországban Zágráb megyében. Közigazgatásilag  Dubravicához tartozik.

## Fekvése
Zágrábtól 28 km-re, községközpontjától  3 km-re északnyugatra a Szutla bal partján, a szlovén határ mellett  fekszik. A megye legészaknyugatibb települése.

## Története
A település lakosságát csak 1931-től számlálják önállóan, amikor 55 lakosa volt. 2011-ben a falunak 38 lakosa volt.

## Lakosság
| Lakosság változása | Lakosság változása | Lakosság változása | Lakosság változása | Lakosság változása | Lakosság változása | Lakosság változása | Lakosság változása | Lakosság változása | Lakosság változása | Lakosság változása | Lakosság változása | Lakosság változása | Lakosság változása | Lakosság változása | Lakosság változása |
| ------------------ | ------------------ | ------------------ | ------------------ | ------------------ | ------------------ | ------------------ | ------------------ | ------------------ | ------------------ | ------------------ | ------------------ | ------------------ | ------------------ | ------------------ | ------------------ |
| 1857               | 1869               | 1880               | 1890               | 1900               | 1910               | 1921               | 1931               | 1948               | 1953               | 1961               | 1971               | 1981               | 1991               | 2001               | 2011               |
| 0                  | 0                  | 0                  | 0                  | 0                  | 0                  | 0                  | 55                 | 44                 | 44                 | 49                 | 44                 | 34                 | 44                 | 44                 | 38                 |

## Külső hivatkozások
Dubravica község hivatalos oldala